# اریک هرشت
اریک هرشت (انگلیسی: Erik Herseth; ۹ ژوئیهٔ ۱۸۹۲ – ۱۸ ژانویهٔ ۱۹۹۳) قایقران قایق بادبانی اهل نروژ بود.